# 1983 în jocuri video
Acest articol prezintă evenimente importante legate de jocuri video din anul 1983. Vezi și istoria jocurilor video.

## Evenimente
În 1983 au apărut multe sequel-uri și prequel-uri în jocurile video, precum Mario Bros. și Pole Position II, împreună cu titluri noi precum Astron Belt, Champion Baseball, Dragon's Lair, Elevator Action, Spy Hunter și  Track & Field. Evenimentele majore includ prăbușirea pieței jocurilor video din 1983 în America de Nord și a treia generație de console de jocuri video, începând cu lansarea Family Computer de la Nintendo (Famicom) și SG-1000 de la Sega în Japonia. Jocul video cu cele mai mari încasări ale anului a fost jocul arcade de la Namco, Pole Position, în timp ce cel mai bine vândut sistem de acasă al anului a fost Game & Watch de la Nintendo pentru a treia oară din 1980.

### Companii
Companii noi: Aackosoft, Alligata, Beyond, Graftgold, Infogrames, Origin Systems, Interplay, Navarre, Mastertronic, Spectrum HoloByte, Tynesoft
Companii defuncte: Games by Apollo, US Games, Xonox.

### Reviste
În 1983, apar șase numere bilunare ale revistei Computer Gaming World.